# Bongabon
Bongabon es un municipio filipino de segunda categoría, situado en la parte central de la isla de Luzón. Forma parte del Tercer Distrito Electoral de la provincia de Nueva Écija situada en la Región Administrativa de Luzón Central, también denominada Región III.

## Geografía

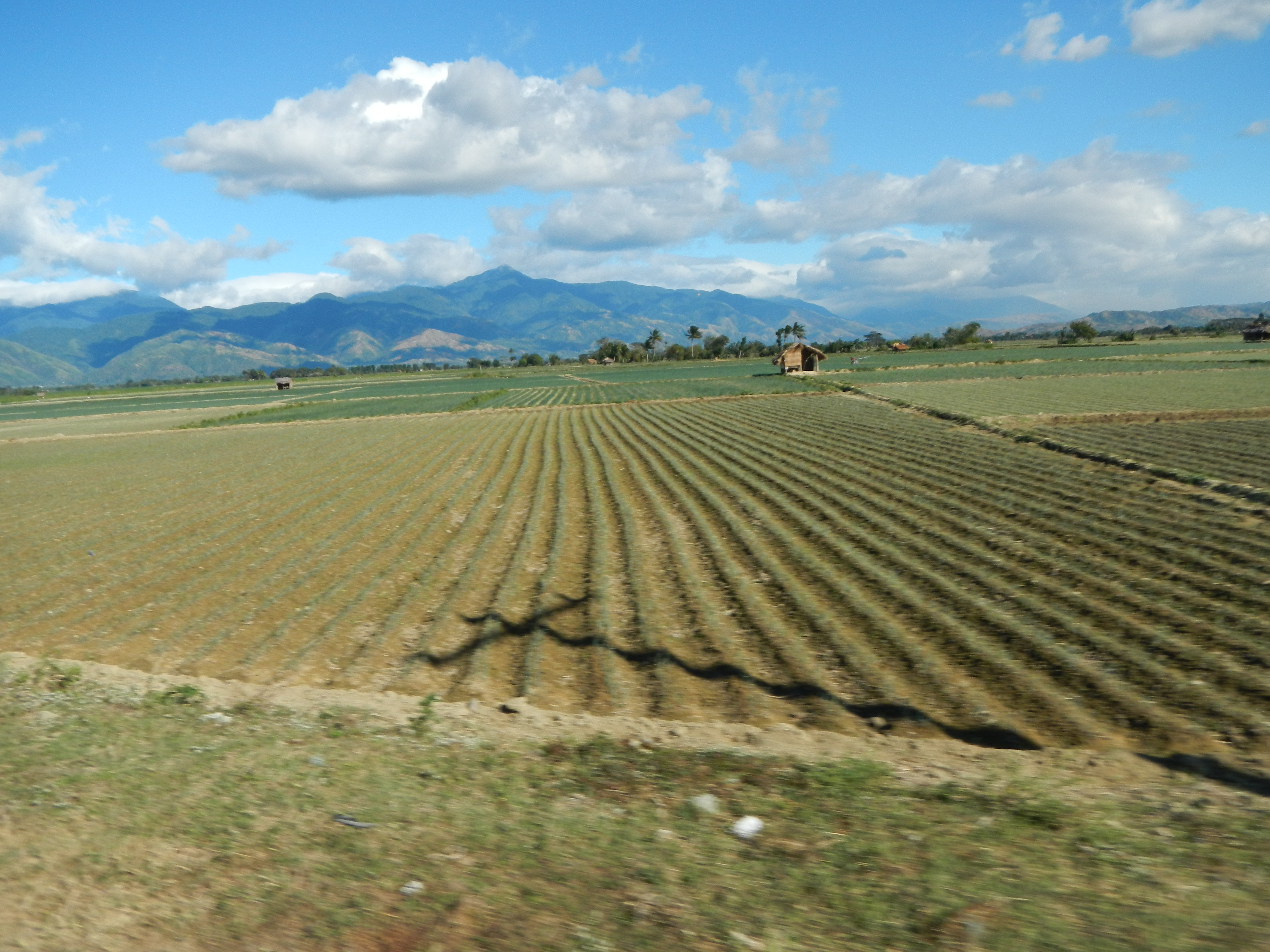
Plantación de cebolla Onion Capital of the Philippines.

Situado en el este de la provincia, linda por este aire con la provincia de Aurora, municipios de María Aurora y de San Luis del Príncipe; por el norte con el municipio de Pantabangán; por el noroeste con el de Rizal de Nueva Écija; por el oeste con el del General Mamerto Natividad; y por el sur con los de Gabaldón, de Palayán y de Laur.

"...BOÑGABONG ó BONGABON: SIT. en los 124" 59' long., y los 15° 57'50" lat., en un pequeño valle, á la falda occidental de la elevada cordillera, que se desprende al S. de Sierra Madre, á la orilla izq. del r. llamado también de Bongabon, no lejos de su nacimiento. Disfruta de buena ventilación, y su CLIMA es bastante lluvioso, templado y sano..."

"...Su TERM. confina por E. en la espresada cordillera; por S. con el de Santor, distante poco más de una leg. de este pueblo; por O. se dilata en el despoblado centro de la
prov., y por N. con los de Pantabangán y Baler..."
Manuel Buzeta y Felipe Bravo, Tomo I, BON-399-BOÑ. 

### Barangayes
El municipio de Bongabon se divide, a los efectos administrativos, en 28 barangayes o barrios, conforme a la siguiente relación:
| - Antipolo - Ariendo - Bantug - Calaanán - Comercial (Población) - Cruz - Digmala - Curva (J. Tomacruz) | - Kaingin (Población) - Labi - Larcón - Lusok - Macabaclay - Magtanggol (Población) - Mantile (Población) | - Olivete - Palo Maria (Población) - Pesa - Rizal (Población) - Sampalucan (Población) - San Roque (Población) | - Santor - Sinipit (Población) - Sisilang na Ligaya (Población) - Social (Población) - Tugatug - Tulay na Bato (Población) - Vega |  |

## Economía
Principal productor de cebolla tanto en las Filipinas como en el sudeste de Asia.

## Historia

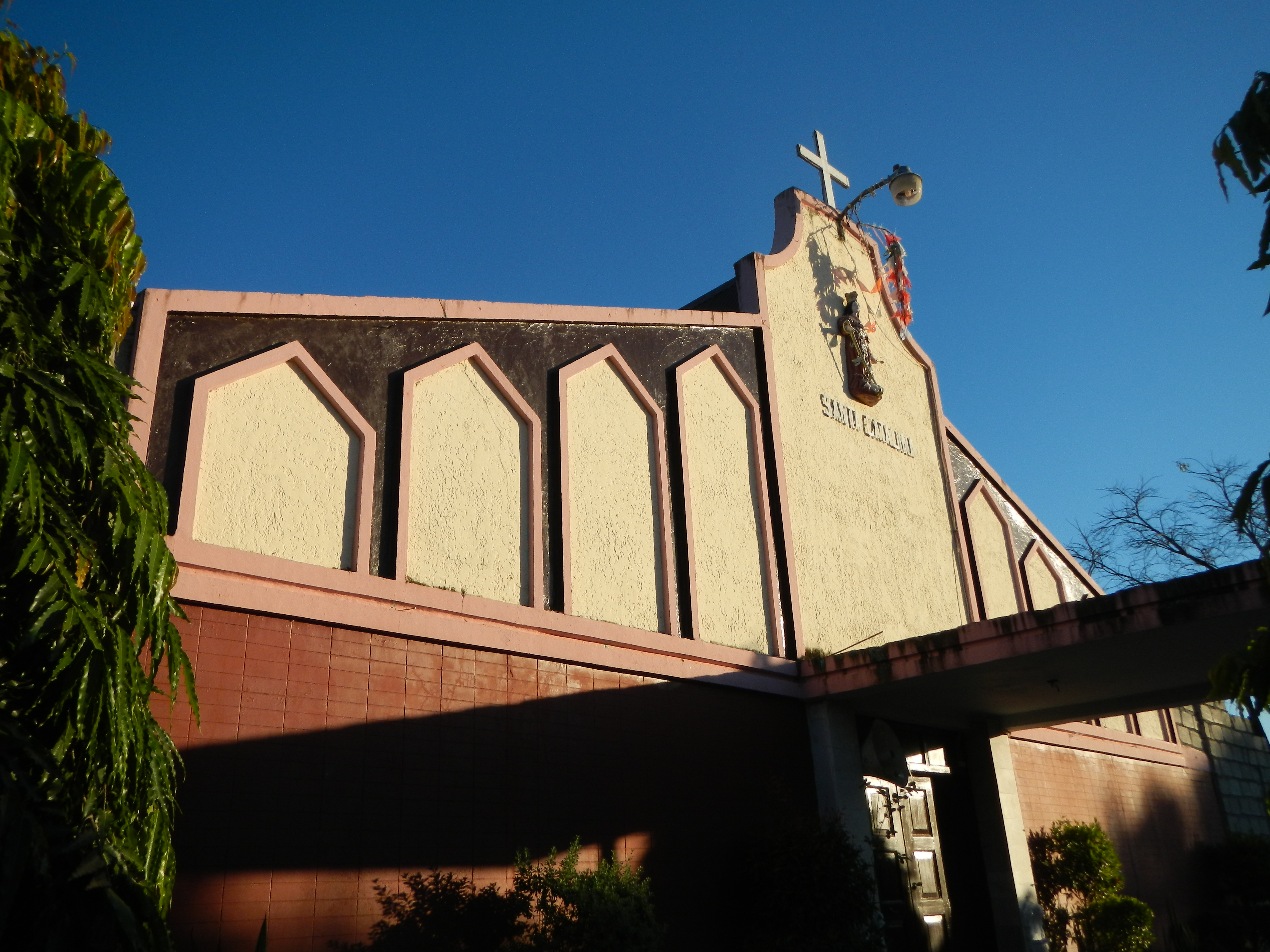
Capilla de Santa Catalina en el barrio de Santor.

Los misioneros agustinos que predicaban el catolicismo en Pampanga  siguieron el Río Grande de la Pampanga se establecieron en Santol, hoy barrio Santor el año 1659.
Bongabon, la población,  data de 1760 cuando se funda su iglesia parroquial católica bajo la advocación de San Francisco de Asís.
Bongabon fue la primera capital de Nueva Écija.
A mediados del siglo XIX Bongabon era un pueblo que formando jurisdicción civil y eclesiástica con Santor,  tienen entre ambos cura y gobernadorcillo, formando parte de la provincia de Nueva Écija y de la diócesis católica  del Arzobispado de Manila.

"... Tiene como unas 576 casas de la sencilla construcción india, casa ó tribunal
de comunidad, y la parroquial que son de mejor fábrica: hay escuela de primeras letras dotada
de los fondos del común, é igl. parr. servida por un clérigo indio. No lejos de esta se
halla el cementerio en buena situación y bien ventilado. Este pueblo se comunica por medio
de un camino regular con Santor, y por otro ya no tan cómodo con San José (al N. 0.): recibe un correo semanal de la cabecera en dias indeterminados..."
Manuel Buzeta y Felipe Bravo .